# Diócesis de Malakal
La diócesis de Malakal (en latín: Dioecesis Malakalensis y en inglés: Roman Catholic Diocese of Malakal) es una circunscripción eclesiástica de la Iglesia católica en Sudán del Sur. Se trata de una diócesis latina, sufragánea de la arquidiócesis de Yuba. Desde el 23 de mayo de 2019 su obispo es Stephen Nyodho Ador Majwok.

## Territorio y organización
La diócesis tiene 200 164 km² y extiende su jurisdicción sobre los fieles católicos de rito latino residentes en la antigua provincia de Gran Alto Nilo, que hoy corresponde a los estados del Alto Nilo, Junqali, así como las áreas administrativas de Ruweng y de Pibor. Para la erección de la diócesis de Bentiu transfirió el estado Unidad.
La sede de la diócesis se encuentra en la ciudad de Malakal, en donde se halla la Catedral de San José.
En 2024 en la diócesis existían 14 parroquias.

## Historia
La misión sui iuris de Kodok fue erigida el 10 de enero de 1933 dentro del Sudán anglo-egipcio con el breve Nihil Nobis del papa Pío XI, obteniendo el territorio del vicariato apostólico de Jartum (hoy arquidiócesis de Jartum).
El 4 de agosto de 1938 la misión sui iuris fue elevada a la categoría de prefectura apostólica.
El 14 de julio de 1949 cambió su nombre a prefectura apostólica de Malakal en virtud del decreto Cum in Sudania de la Congregación de Propaganda Fide.
El 1 de enero de 1956 Sudán se convirtió en un estado independiente. En marzo de 1964 todos los misioneros extranjeros fueron expulsados de Sudán por el Gobierno militar del general Ibrahim Abboud y debieron trasladarse a Uganda, Zaire y África Central, permaneciendo muy pocos clérigos y catequistas locales. Tras el Acuerdo de Paz de Adís-Abeba de 1972 que puso fin a la primera guerra civil sudanesa, algunos sacerdotes pudieron regresar.
El 12 de diciembre de 1974 la prefectura apostólica fue elevada a diócesis con la bula Cum in Sudania del papa Pablo VI.
Tras los acuerdos de paz que pusieron fin a la guerra civil de 1984 a 2005, Sudán del Sur declaró su independencia el 9 de julio de 2011.
El 3 de julio de 2024 cedió una parte de su territorio para la erección de la diócesis de Bentiu por el papa Francisco.

## Estadísticas
Según la actualización del Anuario Pontificio la diócesis tenía a mediados de 2024 un total de 920 537 fieles bautizados.
| Año                                                                             | Población            | Población | Población      | Sacerdotes | Sacerdotes    | Sacerdotes    | Bautizados por sacerdote | Diáconos permanentes | Religiosos | Religiosos | Parroquias |
| Año                                                                             | Bautizados católicos | Total     | % de católicos | Total      | Clero secular | Clero regular | Bautizados por sacerdote | Diáconos permanentes | Varones    | Mujeres    | Parroquias |
| ------------------------------------------------------------------------------- | -------------------- | --------- | -------------- | ---------- | ------------- | ------------- | ------------------------ | -------------------- | ---------- | ---------- | ---------- |
| 1950                                                                            | 2388                 | 712 000   | 0.3            | 21         | 21            |               | 113                      |                      |            | 17         | 4          |
| 1969                                                                            | 13 826               | 1 252 600 | 1.1            | 6          | 6             |               | 2304                     |                      |            |            | 2          |
| 1980                                                                            | 31 390               | 2 153 000 | 1.5            | 10         | 3             | 7             | 3139                     |                      | 8          | 4          | 9          |
| 1990                                                                            | 31 000               | 2 000     | 1.6            | 8          | 4             | 4             | 3875                     |                      | 4          | 8          | 2          |
| 1999                                                                            | 53 000               | 2 765 000 | 1.9            | 8          | 6             | 2             | 6625                     |                      | 4          | 7          | 9          |
| 2000                                                                            | 60 000               | 2 770 000 | 2.2            | 11         | 9             | 2             | 5454                     |                      | 4          | 8          | 9          |
| 2001                                                                            | 65 000               | 2 775 000 | 2.3            | 10         | 9             | 1             | 6500                     |                      | 2          | 8          | 9          |
| 2002                                                                            | 68 000               | 2 780 000 | 2.4            | 12         | 9             | 3             | 5666                     |                      | 4          | 8          | 9          |
| 2003                                                                            | 73 000               | 3 520 000 | 2.1            | 14         | 11            | 3             | 5214                     |                      | 4          | 8          | 9          |
| 2004                                                                            | 77 824               | 3 932 000 | 2.0            | 16         | 16            |               | 4864                     |                      | 1          | 8          | 9          |
| 2010                                                                            | 876 000              | 4 450 000 | 19.7           | 22         | 12            | 10            | 39 818                   |                      | 15         | 12         | 16         |
| 2013                                                                            | 898 000              | 4 562 000 | 19.7           | 22         | 12            | 10            | 40 818                   |                      | 15         | 12         | 16         |
| 2016                                                                            | 968 000              | 4 919 000 | 19.7           | 22         | 12            | 10            | 44 000                   |                      | 15         | 12         | 16         |
| 2019                                                                            | 1 042 400            | 5 343 000 | 19.5           | 22         | 12            | 10            | 47 381                   |                      | 15         | 12         | 16         |
| 2021                                                                            | 1 503 000            | 4 000     | 37.6           | 14         | 14            |               | 107 357                  |                      | 2          | 5          | 16         |
| 2024                                                                            | 920 537              | 2 972 114 | 31.0           | 23         | 14            | 9             | 40 023                   |                      | 1          | 3          | 14         |
| Fuente: Catholic-Hierarchy, que a su vez toma los datos del Anuario Pontificio. |                      |           |                |            |               |               |                          |                      |            |            |            |

## Episcopologio
- Matteo Michelon, M.C.C.I. † (8 de julio de 1933-1935 renunció)
  - Sede vacante (1935-1938)
- John A. Wall, M.H.M. † (12 de agosto de 1938-1945 renunció)
  - Sede vacante (1945-1947)
- John Hart, M.H.M. † (13 de julio de 1947-1962 renunció)
- Herman Gerard Te Riele, M.H.M. † (29 de mayo de  1962-1967 renunció)
- Pio Yukwan Deng † (19 de agosto de 1967-3 de diciembre de 1976 renunció)
  - Sede vacante (1976-1979)
- Vincent Mojwok Nyiker † (15 de marzo de 1979-16 de mayo de 2009 retirado)
  - Sede vacante (2009-2019)[nota 2]
- Stephen Nyodho Ador Majwok, desde el 23 de mayo de 2019